# Верх-Чита
Верх-Чита́ — село в Читинском районе Забайкальского края России, административный центр сельского поселения «Верх-Читинское».

## География
Расположено на правом берегу реки Читы, в 25 км к северу от краевого центра — города Чита.

## Население
| 2002 | 2010  | 2021  |
| ---- | ----- | ----- |
| 1687 | ↗1694 | ↘1641 |

### Известные люди
Здесь родился Мухтарулин, Валерий Сергеевич (1942—2014) — промышленный деятель, специалист в области разработки и внедрения средств цифровой вычислительной техники, главный конструктор НИИ вычислительных комплексов до сентября 2014 года.

## Инфраструктура
В селе функционируют: средняя школа, детский сад, почта, библиотека, участковая больница. В Верх-Чите находятся памятник в честь воинов-односельчан, погибших в боях Великой Отечественной войны, могила борцов НРА ДВР.